# … à la campagne
Pour plus de détails, voir Fiche technique et Distribution.
… à la campagne est un film français réalisé par Manuel Poirier, sorti le 5 avril 1995.

## Synopsis
Benoît s'est installé à la campagne après avoir quitté Paris. Il rencontre Lila, qui vient de la ville comme lui, ils tombent amoureux, et un jour, Lila s'en va laissant Benoît sans nouvelles.

## Fiche technique
- Titre : … à la campagne
- Titre international : In the Country
- Réalisation et scénario : Manuel Poirier
- Producteur : Maurice Bernart
- Sociétés de production : Salomé, Ahora Films et M6 Films
- Société de distribution : Diaphana Distribution
- Musique originale : Charlélie Couture
- Photographie : Nara Keo Kosal
- Montage : Hervé Schneid
- Décors : Stéphane Andrieux
- Costumes : Sophie Dwernicki
- Son : Jean-Paul Bernard
- Pays d'origine : France
- Langue : français
- Genre : comédie, romance
- Durée : 108 minutes
- Date de sortie : 
  - France : 5 avril 1995

## Distribution
- Benoît Régent : Benoît
- Judith Henry : Lila
- Sergi López : Pablo
- Jean-Jacques Vanier : Gaston
- Serge Riaboukine : Émile
- Laure Duthilleul : Françoise, la soeur de Lila
- Élisabeth Commelin : Mylène, l'amie qui héberge Françoise
- Jean-Yves Gautier : André, le mari de Mylène
- Diane Valsonne : Florence, l'ex de Benoît
- Céline Poirier : Céline, l'amie de Pablo
- Véronique Delestaing : Nadine, l'amie d'Émile
- Dorine Hollier : Sandra
- Élisabeth Vitali : Cathy, l'entraineuse
- Vanille Attié : Sidonie, la stripteaseuse
- Gabriella Pocsai : la suisse allemande
- Philippe Duquesne : flic 1
- Yves Robin : flic 2
- Olivier Broche : "Petit Journal"
- Michel Vanheule : le père de Céline
- Simone Vanheule : la mère de Céline
- André Vanheule : le frère de Céline